# Società Sportiva Edera Ravenna 1946-1947
Questa pagina raccoglie le informazioni riguardanti la Società Sportiva Edera Ravenna nelle competizioni ufficiali della stagione 1946-1947.

## Stagione
Nella stagione 1946-47 il Ravenna ha disputato il girone B del campionato di Serie C Centro, con 19 punti ha ottenuto il tredicesimo posto in classifica e sarebbe retrocesso con la Tiboni Urbino, ma entrambe sono state ripescate in Serie C per allargamento dei quadri, il torneo è stato vinto con 35 punti dalla coppia Gubbio e Baracca Lugo, le quali per designare la promossa in Serie B hanno dovuto disputare uno spareggio disputato a Pesaro vinto dagli eugubini per (2-0), quindi Gubbio promosso.

## Rosa
| N. |                   | Ruolo | Calciatore       |
| -- | ----------------- | ----- | ---------------- |
|    | Italia (bandiera) | P     | Elio Angelini    |
|    | Italia (bandiera) | P     | Oscar Babini     |
|    | Italia (bandiera) | C     | M. Barboni       |
|    | Italia (bandiera) | C     | C. Baroncini     |
|    | Italia (bandiera) | D     | Pietro Biliotti  |
|    | Italia (bandiera) | A     | Tolmino Casadio  |
|    | Italia (bandiera) | D     | Franco Cicognani |
|    | Italia (bandiera) | C     | Alvaro Godoli    |

| N. |                   | Ruolo | Calciatore         |
| -- | ----------------- | ----- | ------------------ |
|    | Italia (bandiera) | C     | Emilio Leonardi    |
|    | Italia (bandiera) | A     | Ariano Monti       |
|    | Italia (bandiera) | A     | E. Querzoli        |
|    | Italia (bandiera) | D     | Piero Ricci        |
|    | Italia (bandiera) | C     | Gualtiero Taroni   |
|    | Italia (bandiera) | A     | L. Trombini        |
|    | Italia (bandiera) | A     | Valentino Valli    |
|    | Italia (bandiera) | D     | Francesco Zaccaria |